# Луганский тепловозостроительный завод
Луга́нский тепловозострои́тельный заво́д (ПАО «Лугансктепловоз»; ) — завод в городе Луганске, выпускавший тепловозы, электровозы, дизель-поезда , электропоезда и трамваи.
Изначальное название — «Паровозостроительный завод Русского общества машиностроительных заводов Гартмана в Луганске». Крупнейшее предприятие бывшего Союза ССР, специализирующееся на выпуске магистральных грузовых тепловозов, электропоездов постоянного и переменного тока, дизель-поездов с локомотивной тягой. В последние годы предприятие выпускало только тепловозы 2ТЭ116, 2ТЭ116У, 2ТЭ116УД, 3ТЭ116У, выпуск электровозов и дизель-поездов был полностью прекращён. Из-за вооружённого конфликта на востоке Украины производство оказалось затруднено. Последний локомотив предприятие выпустило в 2016 году.

## Структура компании
В состав ПАО входят главное предприятие — тепловозостроительный завод со своей производственной структурой, семь дочерних предприятий и семь открытых акционерных обществ. Все предприятия холдинговой компании неразрывно связаны единым технологическим процессом по производству транспортной техники, единством инженерно-производственной социальной инфраструктуры.

## Продукция предприятия

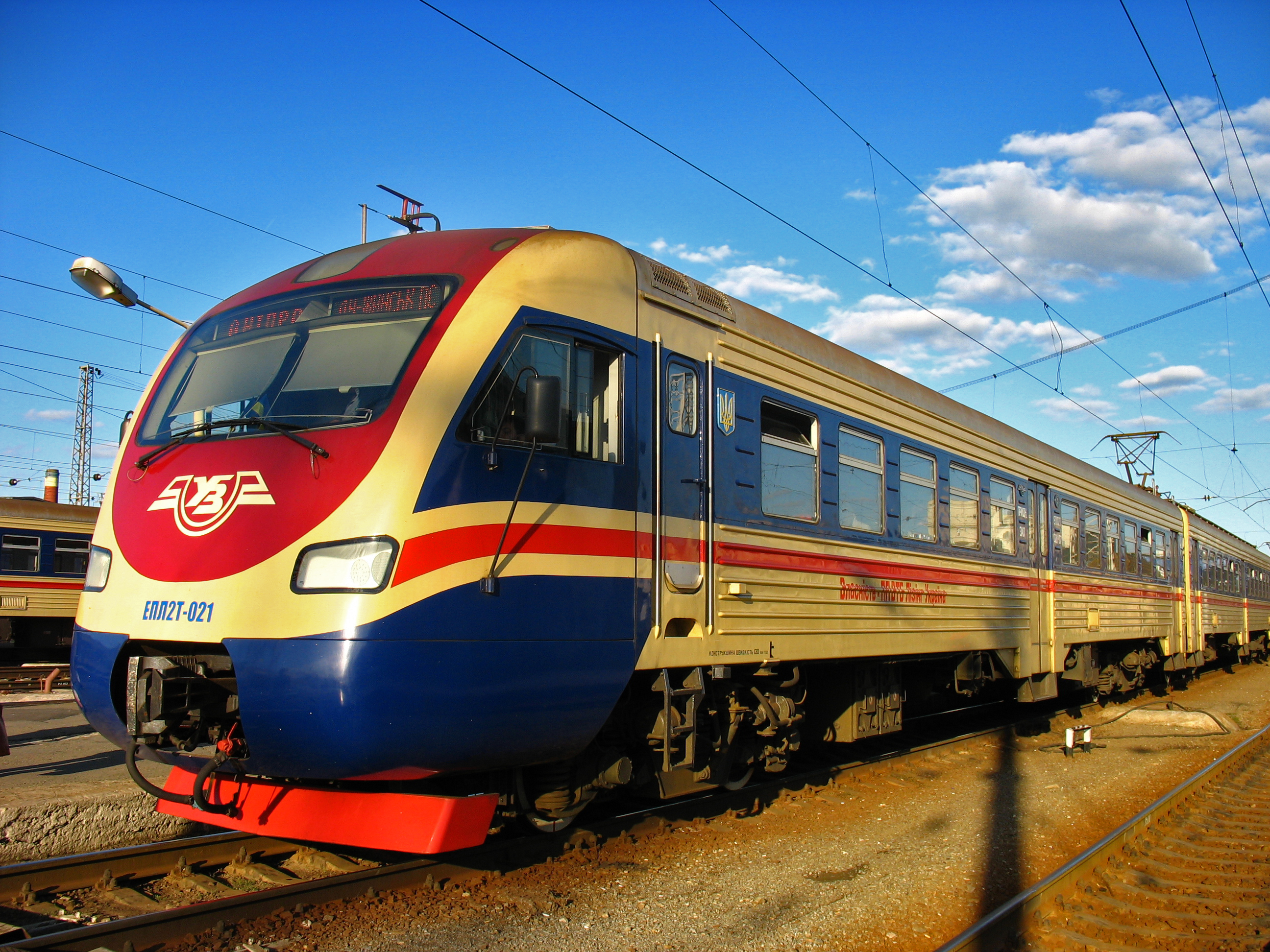
Электропоезд ЭПЛ2Т-021 на станции Днепропетровск (с 2017 года Днепр-Главный), 2007 год

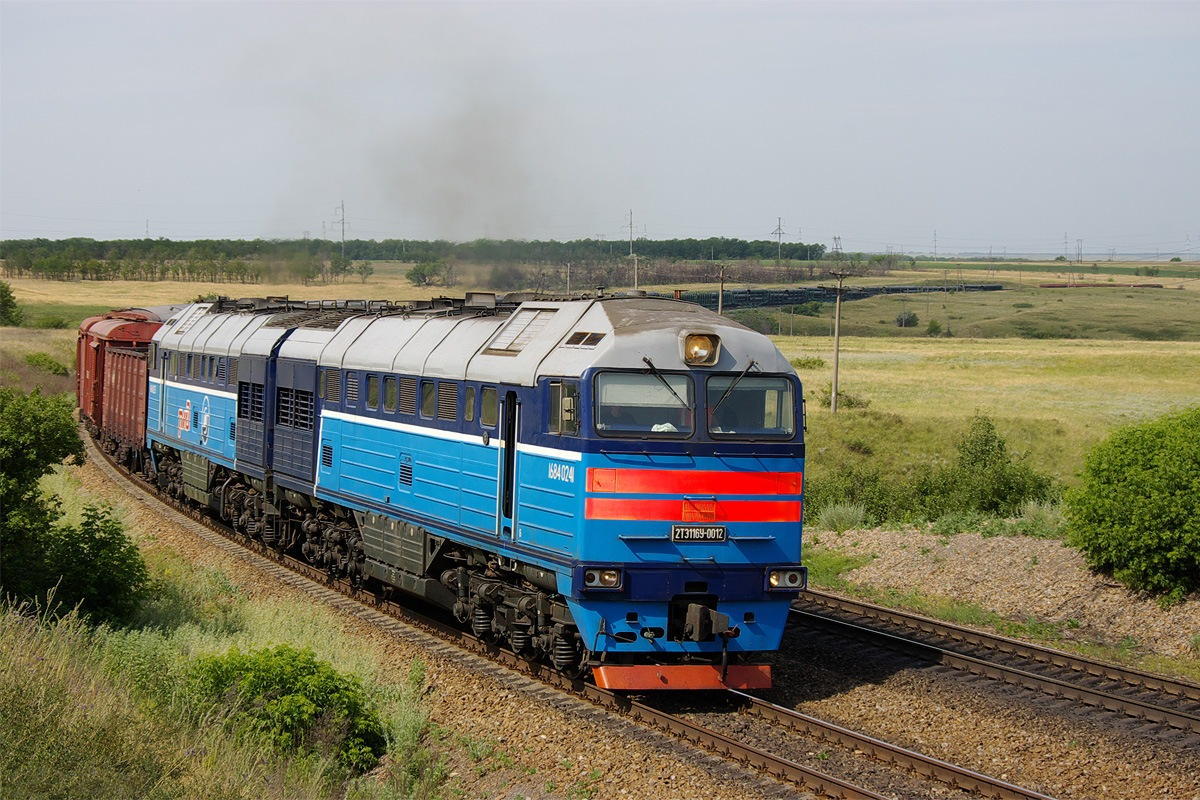
Тепловоз 2ТЭ116У

- Рельсовые транспортные средства (магистральные и маневровые тепловозы, электропоезда);
- Поворотный круг для подвижного состава;
- Горношахтное оборудование (конвейер шахтный скребковый, вагонетки, тяговый привод для шахтных электровозов, колёсные пары);
- Плавающие транспортные инженерные машины для обеспечения водных переправ;
- Сельскохозяйственное оборудование.

## Деятельность
Всего предприятием произведено и поставлено более 44 000 тепловозов, в том числе более 4 000 локомотивов мощностью от 1020 до 2941 кВт в 11 государств и стран Европы, Азии, Африки и Латинской Америки.

## История

### 1896—1917

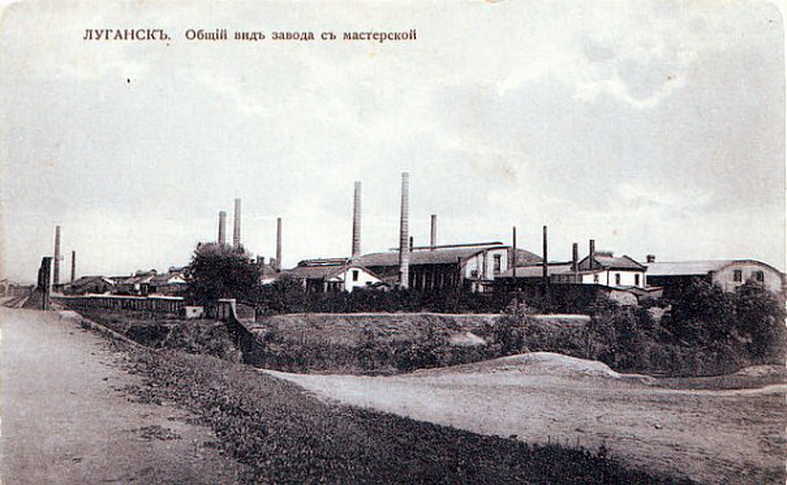
Вид завода и мастерской

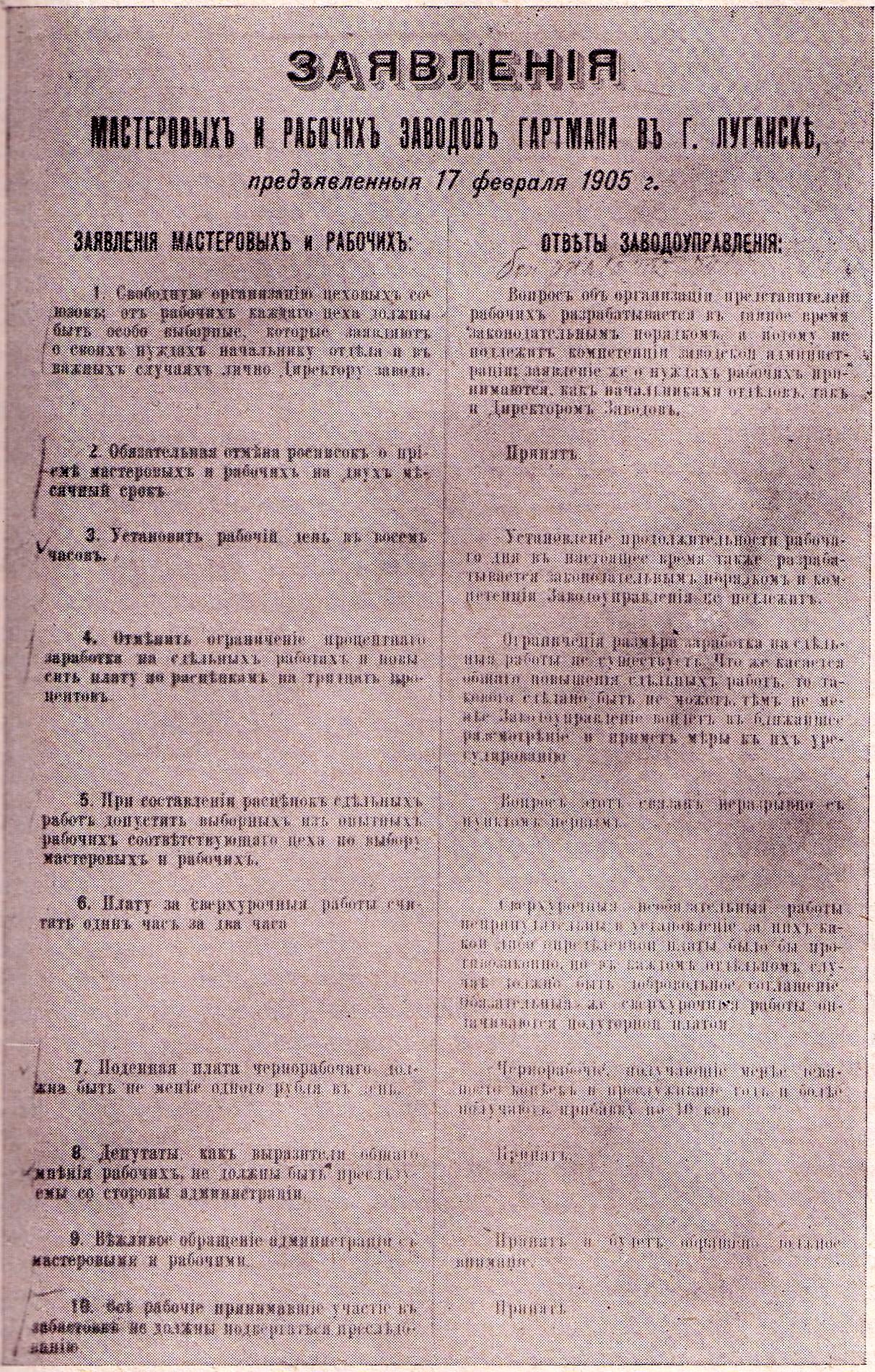
Требования рабочих завода Гартмана к администрации во время первой русской революции. 1905

Завод, получивший наименование «Паровозостроительный завод Русского общества машиностроительных заводов Гартмана в Луганске», был основан 3 мая 1896 года.
Владельцем завода являлся немецкий промышленник Густав Гартман, владелец завода Sächsische Maschinenfabrik в городе Хемнице (Саксония), которого пригласили в Россию в 1895 году с целью основания своего предприятия по производству паровозов.
Разрешение на постройку паровозостроительного завода было получено менее чем через год. 12 августа 1895 года учредители акционерного общества Густав Гартман и российский подданный Иван Леонтьевич Гольштанд разработали Устав «Русского общества машиностроительных заводов Гартмана» (РОМЗГ) и представили его на утверждение министру финансов Витте. 11 апреля 1896 года в комитете министров Витте доложил, что с его стороны нет препятствий к основанию в Луганске паровозостроительного завода и созданию РОМЗГ. 3 мая 1896 года Николай II утвердил Устав РОМЗГ и дал разрешение на его учреждение. 18 июня 1896 года Гартман собрал первое общее собрание акционеров РОМЗГ, на котором было избрано правление и определено место его постоянного нахождения в Петербурге, откуда должно было осуществляться руководство предприятием. Первоначальный капитал общества составил четыре миллиона рублей золотом, был разделён на 40 тысяч акций, принадлежащих в основном германским предпринимателям и иностранным банкам: Дрезденскому, позднее — Парижскому отделению Русско-Китайского банка (Франция) и Парижско-Нидерландскому банку. 1 июля 1896 года на берегу реки Лугани началось строительство завода. Под заводскую площадку Гартман купил у местных «каменобродцев» участок площадью 46 десятин. Закладку освятили молебном. Местное население радовалось рождению завода, надеясь, что он даст им возможность улучшить условия жизни. Строительство велось ускоренными темпами. Гартман благосклонно «уступил» РОМЗГ (за сумму более двух млн руб.) устаревшее оборудование своего завода в Хемнице, которое вскоре было перевезено в Луганск.
В 1897 году был пущен первый объект — электростанция.
В 1898 году последовательно вступили в работу: мартеновский, чугунолитейный, прокатный, трубный и котельный цехи.
В 1899 году были введены: паровозомеханический, меднолитейный цехи и паровая кузня.
В 1900 году последним был построен сталелитейный цех. Первоначально завод брал любые, не по профилю, заказы..
В 1900 году завод построил первый паровоз, это был паровоз серии Од.
Первым управляющим с 1896 по 1902 год был английский мастер Я. И. Андерсон.
С 1902 по 1904 управляющим был Г. В. Трек.
С 1904 по 1919 директором был К. К. Хржановский.
До Октябрьской революции завод выпускал товарные паровозы серий Ов, З, Б, Э. Помимо паровозов, завод выпускал стальное и чугунное литьё, прокат и станционные котлы.
В 1913 году завод выпустил 66 паровозов.
В 1916 году общая численность рабочих завода составляла свыше 5 тысяч человек.
Несмотря на мобилизацию в армию части работников завода во время первой мировой войны, к 1917 году на заводе продолжали работать 3500 человек.

### 1918—1991
20 января (2 февраля) 1918 года завод был национализирован, руководство заводоуправлением принял И. И. Шмырев.
В марте 1918 года завод построил первый бронепоезд для РККА. В дальнейшем, в связи с приближением к городу линии фронта, заводское оборудование было эвакуировано, а из рабочих завода был сформирован 1-й Луганский социалистический отряд под командованием К. Е. Ворошилова (10 марта 1918 года выступивший на фронт в район Бахмач — Конотоп).
С января 1919 года завод осуществлял ремонт пулемётов, паровозных котлов и автомобилей для РККА. Кроме того, с января по 27 мая 1919 года завод выпустил для РККА десять бронепоездов.
В период после 27 мая до декабря 1919 года Луганск находился под контролем ВСЮР. После восстановления Советской власти в Луганске 25 декабря 1919 года завод возобновил работу, в течение следующего года здесь было построено 9 и отремонтирован ещё 31 паровоз.
В январе 1921 года общая численность рабочих завода составляла около 2,3 тысячи человек.
В 1922 году по предложению заводской партийной организации заводу было присвоено имя «имени Октябрьской революции».
В 1925 году завод начал выпуск паровозов Су. За 1926/27 отчётный год завод выпустил 75 паровозов, за 1927/1928 отчётный год — 69 паровозов (при этом чугунолитейная мастерская завода была загружена не полностью).
В период с 1917 по 1928 год завод строил также грузовые паровозы серий: Э, Эу, Эм.
В период с 1928 по 1933 год на новых площадях завода осуществлялась реконструкция, при этом в старых цехах продолжалось производство паровозов серии Эм, а впоследствии — Эр.
В 1931 году до завершения реконструкции завод построил за 180 рабочих дней второй опытный грузовой паровоз-гигант ФД-20 — «американского типа» высокой мощности (3200 л. с.).
С августа 1933 года завод приступил к серийному производству паровозов серии ФД.
27 ноября 1933 года завод официально вступил в строй действующих локомотивостроительных предприятий. По своей производственной мощности он занял первое место в Европе и второе место в мире.

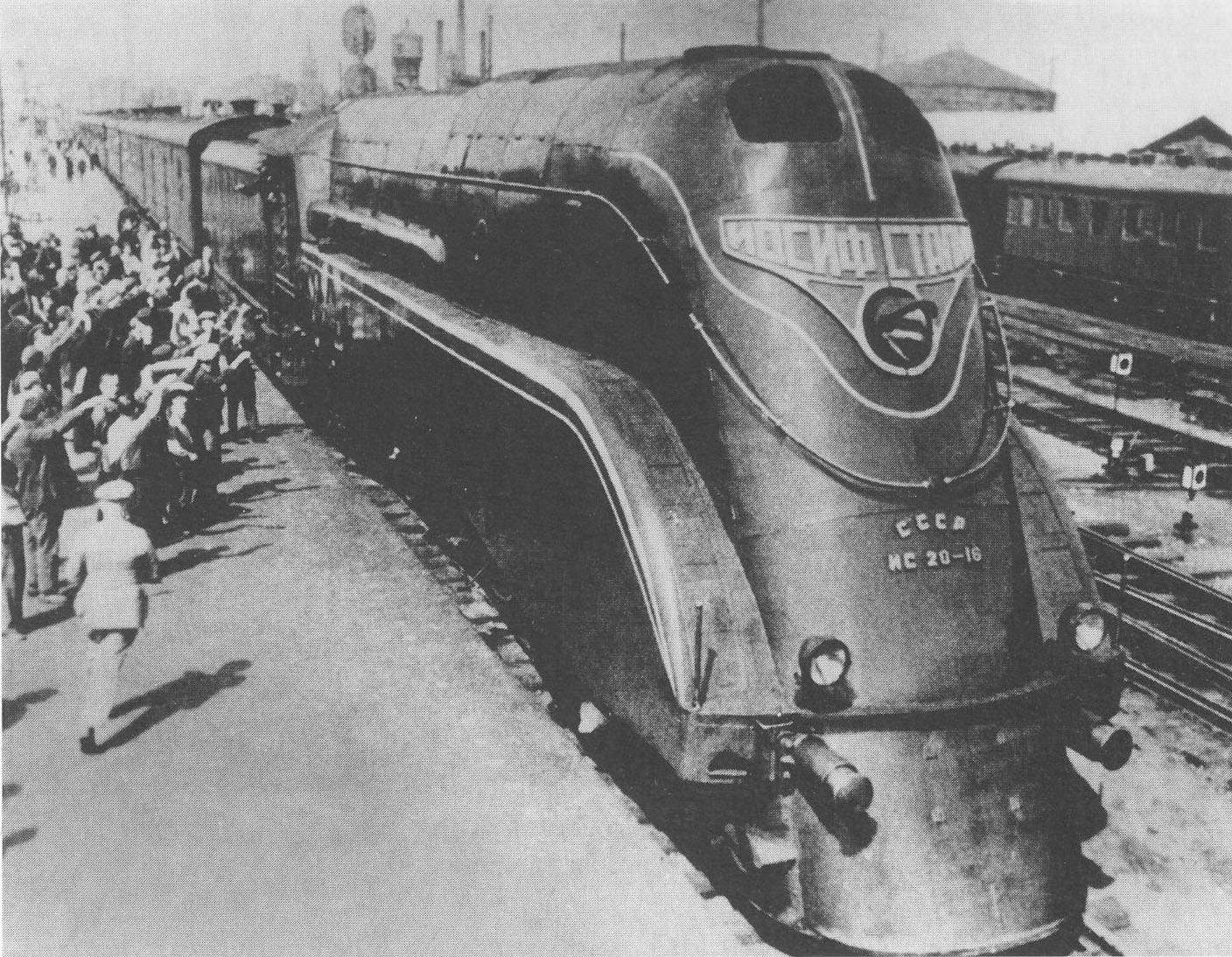
Паровоз серии ИС с обтекаемым кожухом Ворошиловоградского завода

В 1935 году завод получил новое название: «Ворошиловградский завод имени Октябрьской революции» («ВЗОР»), которое носил в период с 1935 по 1958 и с 1970 по 1990 год.
В июне 1936 года завод выпустил тысячный паровоз ФД. В дальнейшем, параллельно с крупносерийным выпуском грузовых паровозов ФД, завод приступил к освоению серийного производства мощных пассажирских паровозов ИС.
В 1937 году завод построил высокоскоростной паровоз «2-3-2».
В 1938 году на международной выставке в Париже за паровозы ФД и ИС завод был награждён золотой медалью. Выпускались эти серии паровозов вплоть до начала Великой Отечественной войны.
В 1940 году завод начал выпуск паровозов серии СОк, на рубеже 1940—1941 года — модернизированного паровоза Сум.
Перед началом Великой Отечественной войны завод имел развитую социальную инфраструктуру (жилищный фонд, кинотеатр «Октябрь» на 750 мест, Дом культуры, поликлинику, ясли и детский сад).
После начала войны завод перешёл на выпуск военной продукции, с приближением к городу линии фронта был эвакуирован (на его основе в 1942 году был создан Алма-Атинский завод тяжёлого машиностроения).
В период немецкой оккупации завод не работал, при отступлении немецких войск был разрушен (стоимость нанесённого заводу ущерба составила 272 млн рублей).
В 1943 году рабочие завода при помощи населения города начали восстановление предприятия.
В октябре 1945 года завод выпустил первый послевоенный паровоз серии Л.
В 1949 году был восстановлен жилищный фонд завода.
До 1956 года завод продолжал строить паровозы, в общей сложности им было построено 12 000 паровозов разных серий. Последние паровозы, выпускавшиеся заводом — паровозы серий Л и ЛВ (модернизированная версия паровоза серии Л).

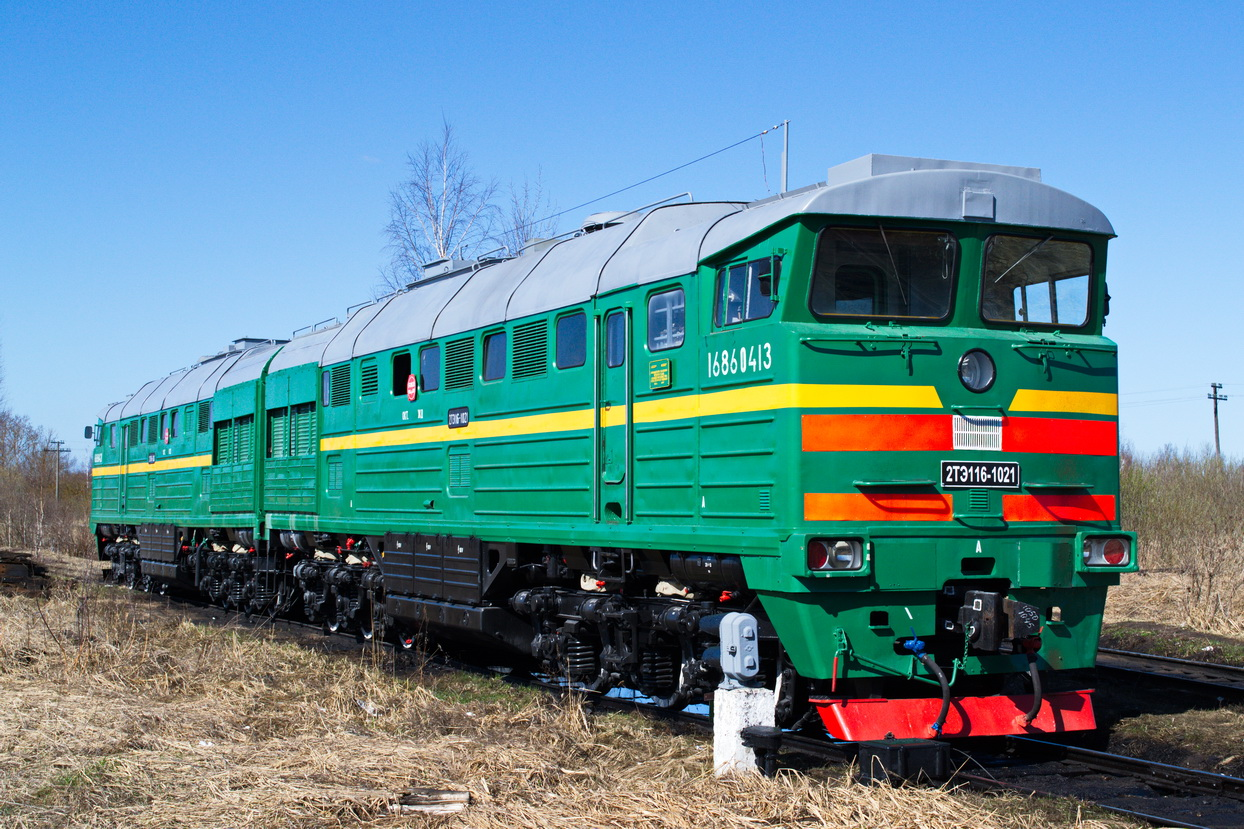
Тепловоз 2ТЭ116

С 1956 года завод начинал строить тепловозы ТЭ3 по чертежам Харьковского завода транспортного машиностроения. 19 октября 1956 года завод получил название тепловозостроительного.
В 1956—1957 году завод самостоятельно спроектировал и построил небольшую партию маневровых тепловозов для металлургического комбината в Индии. С 1958 по 1962 год завод построил несколько опытных магистральных тепловозов с гидропередачей (ТГ100, ТГ102, ТГ105, ТГ106). С 1962 года завод начинал производить тепловозы 2ТЭ10Л, а затем и дальнейшие модификации тепловозов этой серии: 2ТЭ10В, 3ТЭ10М, 2ТЭ10М, 4ТЭ10С, 2ТЭ10У. С 1965 года завод построил тепловозы М62, которые первоначально направлялись только на экспорт в Венгрию, а затем поставлялись на железные дороги СССР, а также Кубы, Монголии, ГДР, Польши.
28 февраля 1965 года на заводе были завершены испытания головного промышленного образца газотурбинной установки для нефтеперерабатывающих станций.
В 1967 году был создан ТЭ109.
Высокие технические и эксплуатационные показатели созданных на заводе тепловозов серии 07, 132, 142 были отмечены Большими золотыми медалями и дипломами на Пловдивской и Лейпцигской международных ярмарках в 1972, 1974, 1975 годах, а сам завод был отмечен международной премией «Золотой Меркурий» за большой вклад в развитие международного торгового сотрудничества. Тепловозы ТЭ114 и 2ТЭ116 выпускались со Знаком качества.
3 января 1972 года завод начал серийный выпуск локомотивов 2ТЭ116.
В 1977 году разработан и изготовлен опытный образец тепловоза 2ТЭ121, положивший начало созданию нового мощного ряда локомотивов с секционной мощностью от 4000 до 6000 л. с. с принципиально новыми конструктивными решениями по экипажной части и тяговой передаче.
В 1977 году был построен уникальный железнодорожный транспортёр сочленённого типа с длиной платформы 63,5 м и грузоподъёмностью 500 тонн
В 1991 году кузнечно-прессовый цех выделен в отдельное предприятие «Лугцентрокуз».

### 1991—2014
С 1994 по 2003 годы завод разработал трамвайные вагоны ЛТ-10 и ЛТ-5, однако вся документация, по указанию Президента Л. Д. Кучмы, была передана в Днепропетровск.
В период с 1997 по 2003 годы ОАО «ХК „Лугансктепловоз“» были созданы новые виды подвижного состава для железных дорог: унифицированный пассажирский прицепной вагон для пригородных перевозок, дизель-поезд локомотивной тяги ДПЛ1 с модернизированной секцией тепловоза 2М62, дизель-поезд локомотивной тяги ДПЛ2 с модернизированной секцией тепловоза 2ТЭ116, дизель-поезд ДЭЛ-01, дизель-поезд ДЭЛ-02, электропоезд постоянного тока ЭПЛ2Т, электропоезд переменного тока ЭПЛ9Т.
В 1998 году ХК «Лугансктепловоз» разработал и построил первый пригородный поезд собственной разработки (в качестве локомотива которого использовали модернизированный тепловоз 2М62У), который на 97 % был изготовлен из деталей украинского производства.
В сентябре 2000 года завод выпустил первый электровоз, на 100 % изготовленный из деталей украинского производства.
В 2001 году Фонд государственного имущества Украины выставил на продажу 76 % акций завода (находившихся в собственности государства), однако торги не состоялись.
В ноябре 2001 года завод достроил и передал в эксплуатацию первый электропоезд ЭПЛ2Т-001 (из восьми вагонов), который поступил в депо «Ясиноватая-Западная». ЭПЛ2Т-001 стал первым электропоездом украинского производства, построенным на Украине в период после провозглашения независимости Украины.
В 2003 году завод разработал модификацию тепловоза ТЭ114 для Ирака — тепловоз ТЭ114И.
19 июля 2006 года Фонд государственного имущества Украины вновь разрешил продажу 76 % акций завода (находившихся в собственности государства). В целом, за 2006 год завод произвёл продукции на сумму 423 млн гривен.
23 марта 2007 года завод был продан российской компании «Трансмашхолдинг» за 58 млн долларов США.
По состоянию на начало 2008 года, завод выпускал дизельные локомотивы серии ТЭ114.
Начавшийся в 2008 году мировой экономический кризис привёл к экономическому кризису на Украине и осложнил положение завода.
В 2008 году завод выпустил 85 секций тепловоза 2ТЭ116У, три тепловоза ТЭП150, 18 секций электровоза 2ЭЛ5, 56 вагонов пригородных электропоездов постоянного и переменного тока, а также значительное количество запасных частей, однако в ноябре 2008 года перешёл на трёхдневную рабочую неделю. В 2009 году завод сократил производство втрое, выпустив 36 секций тепловозов 2ТЭ116У и два электровоза.
В начале ноября 2009 года по решению хозяйственного суда Луганской области результаты аукциона по приватизации предприятия были отменены, однако в 2010 году Фонд государственного имущества Украины был вынужден вернуть ТМХ акции завода).
В 2010 году завод выпустил 66 секций тепловозов 2ТЭ116У и 2ТЭ116УМ, две секции электровоза 2ЭЛ4 и шесть секций электровоза 2ЭЛ5, а также один поворотный круг. Основными заказчиками завода являлись «Российские железные дороги» и «Укрзализныця».
В 2012 году завод выпустил 162 секции локомотивов (на 60 % больше, чем в 2011 году).
В июле 2013 года завод сертифицировал новую модель тепловоза — трёхсекционный тепловоз 3ТЭ116У.

### После 2014 года
После начала боевых действий хозяйственная деятельность завода оказалась осложнена.
7 июля был назначен[кем?] новый гендиректор Пётр Карпов.
В начале июня 2014 неизвестные лица похитили с территории завода три плавающих транспортёра ПТС-2. Позднее один из них был установлен на посте сепаратистов самопровозглашённой ЛНР на мосту через Северский Донец возле города Счастья.
В 2015 году завод собрал последние тепловозы и фактически был остановлен
По состоянию на июнь 2019 года завод не производит тепловозы, но некоторые участки обрабатывают детали из России — Новочеркасский электровозостроительный и Брянский машиностроительный заводы поставляют детали для механической обработки.
По другим данным, в 2015 на базе Лугансктепловоза было зарегистрировано ООО ЛНР «ЛугаМаш», производящее запчасти к подвижному составу, с 2017 экспортирующиеся в РФ. Работают 4 цеха, часть номенклатуры задекларирована в системе Таможенного союза. По состоянию на 2020 год на предприятии работают 1668 чел., завод аккредитован в ЛНР, объём реализуемой продукции — 1 млрд 100 млн рублей, директор — Александр Мартыненко. Налажены кооперационные связи с Алчевским меткомбинатом, ЧАО Лугцентрокуз, ООО Лугасталь.

## Государственные награды
- орден Ленина (7 июня 1947 года) — за успешное восстановление завода и организацию выпуска продукции[5]
- орден Октябрьской Революции (1971).

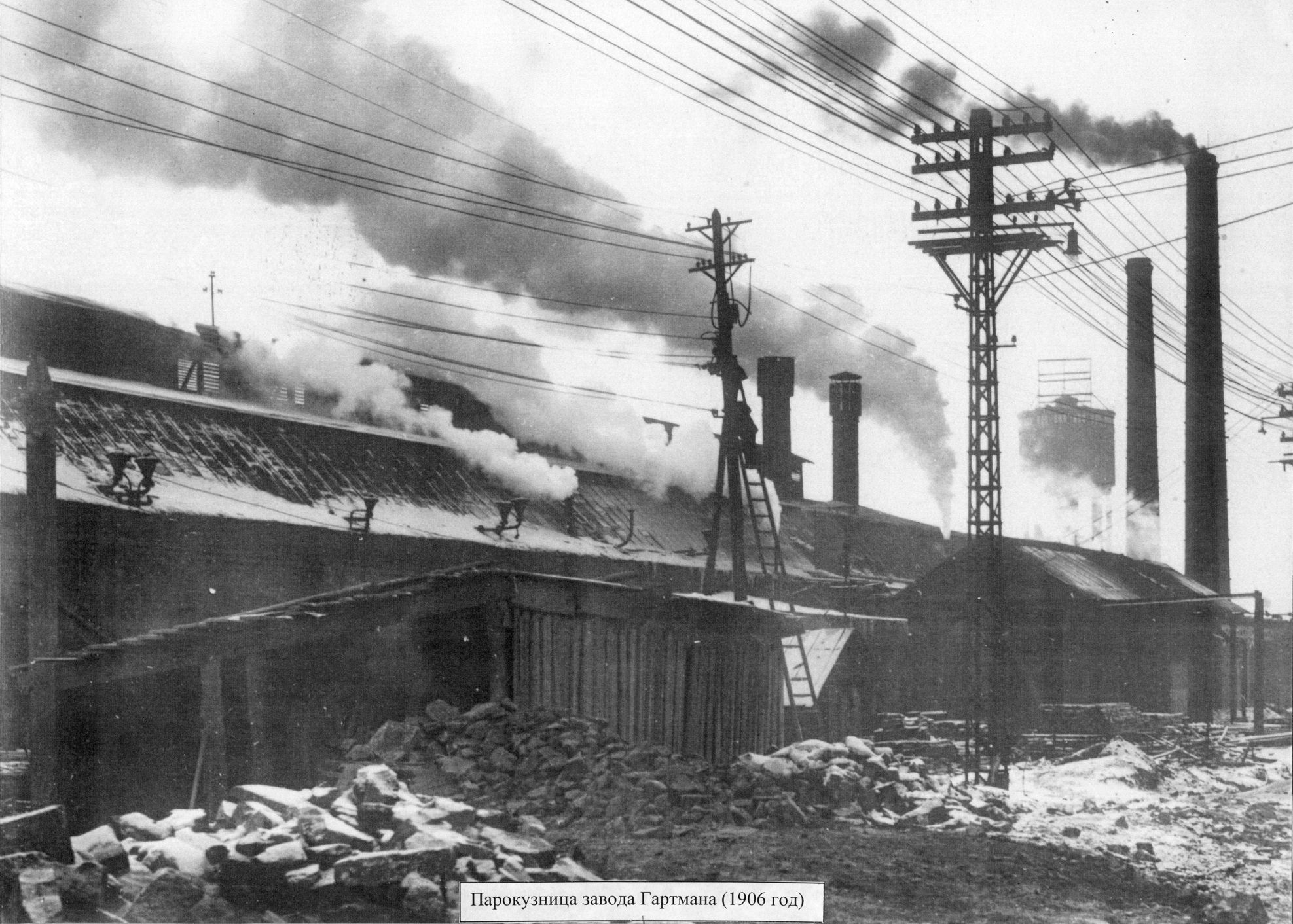
Парокузница завода Гартмана. 1906 год
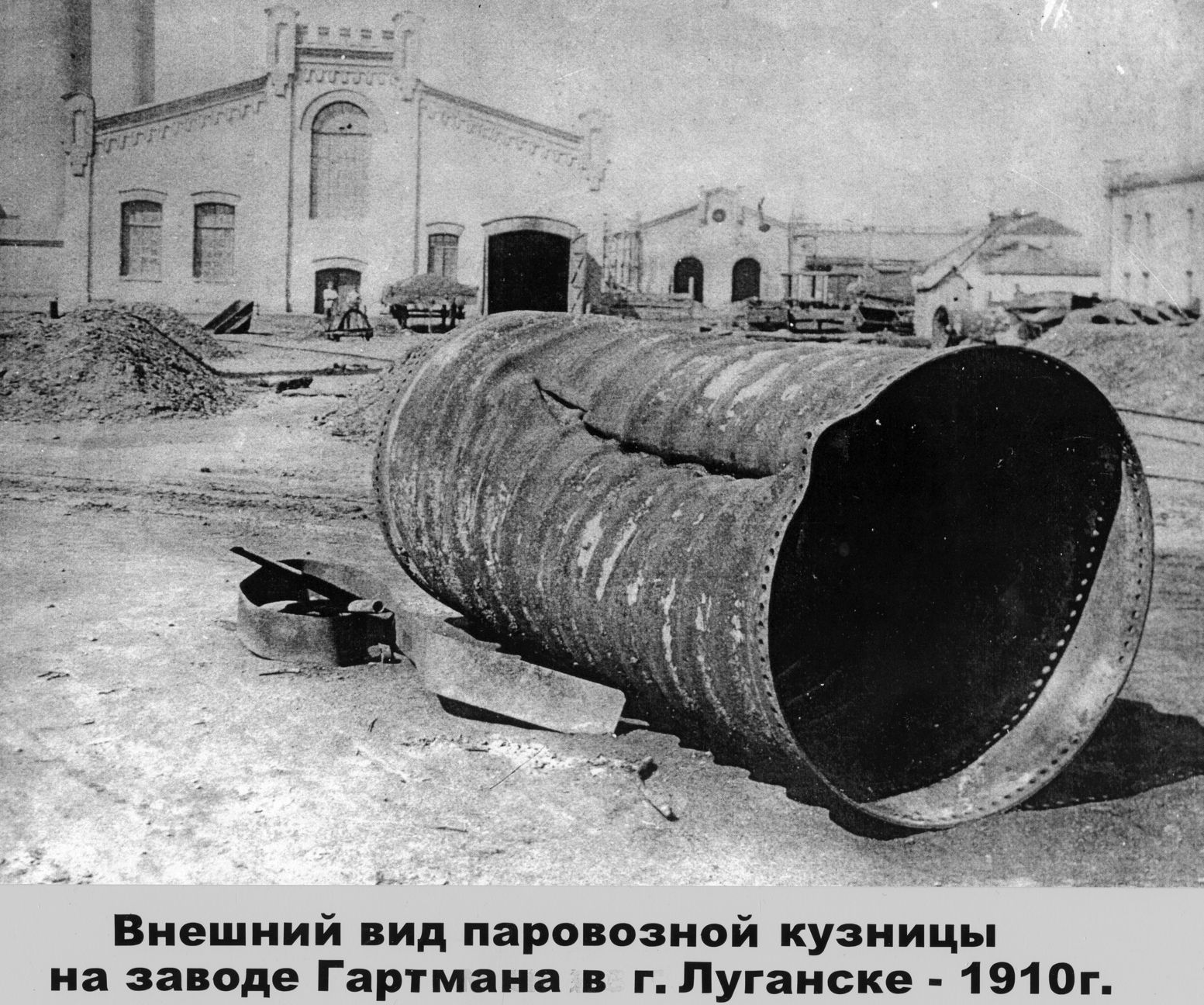
Внешний вид паровозной кузницы на заводе Гартмана. 1910 год
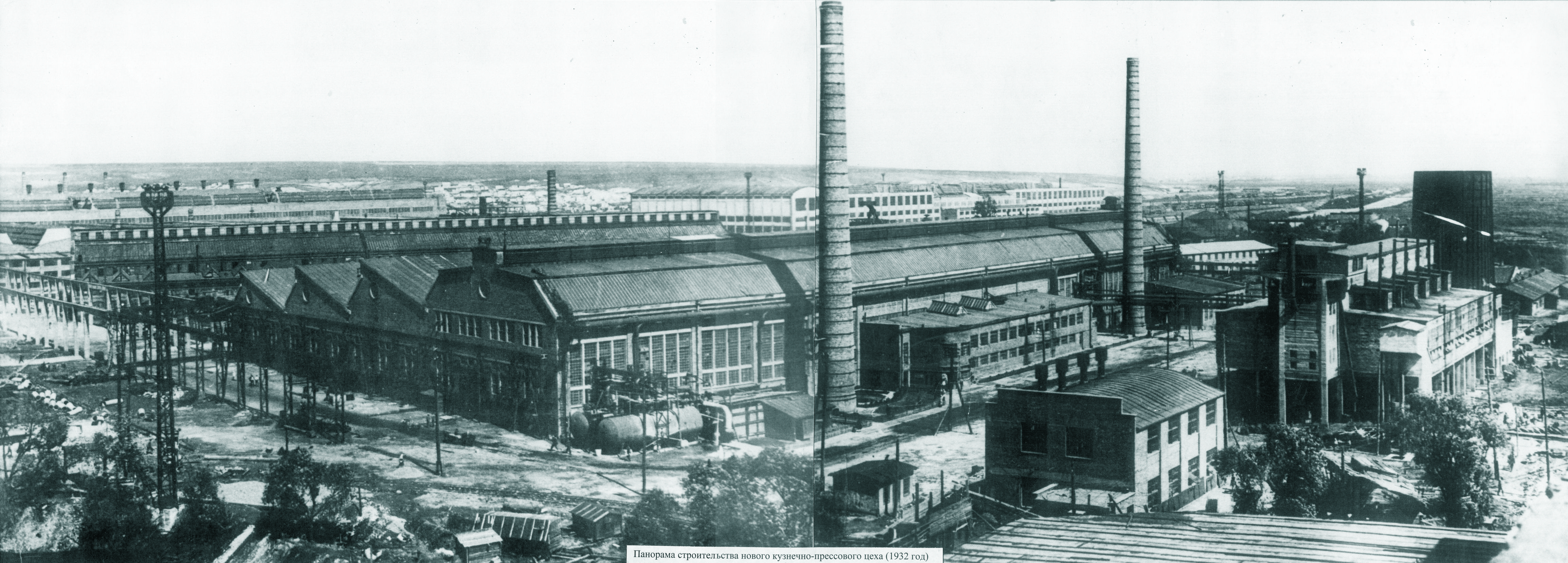
Панорама строительства нового кузнечно-прессового цеха. 1932 год
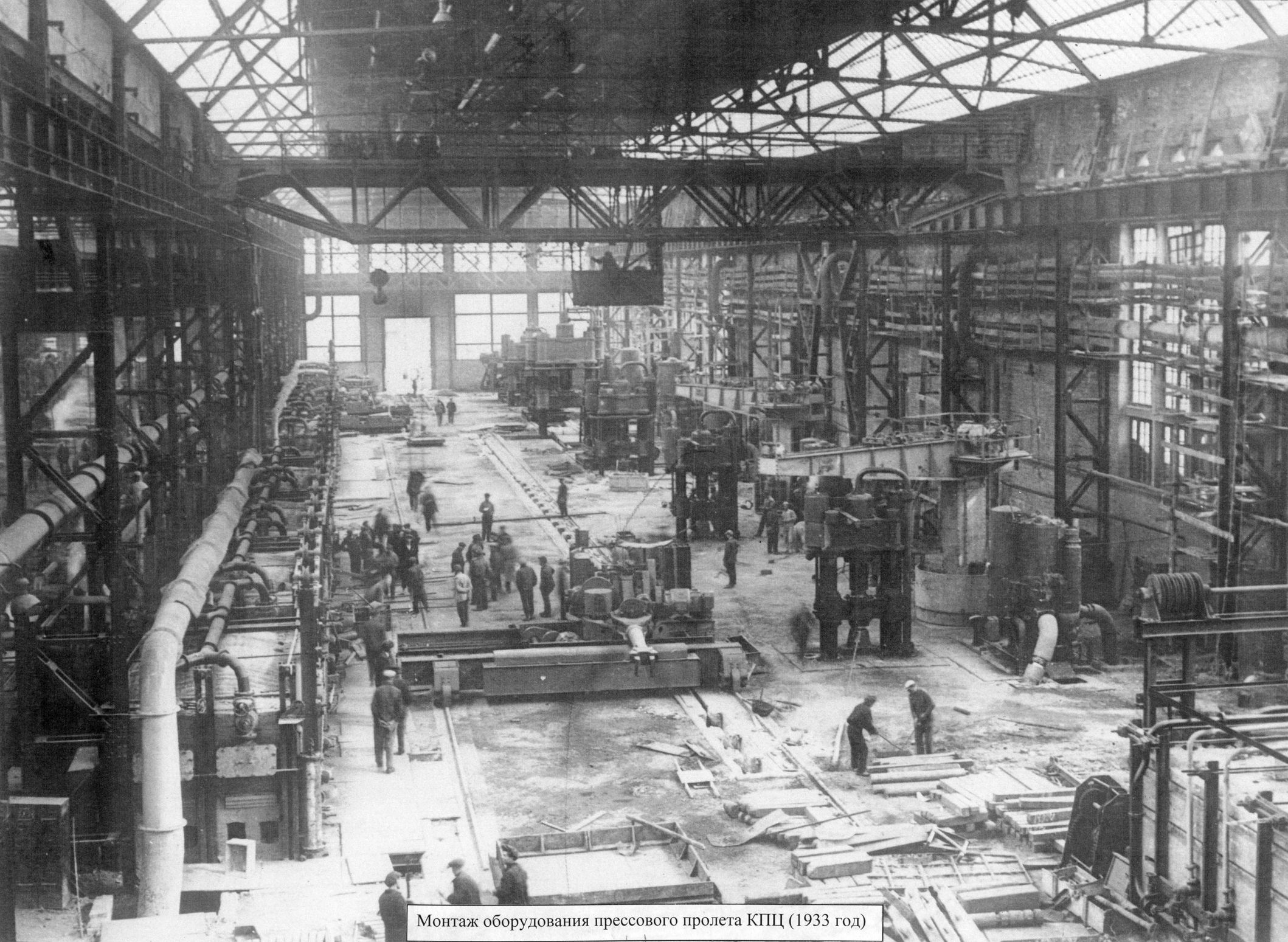
Монтаж оборудования прессового пролёта КПЦ /кузнечно-прессового цеха/. 1933 год
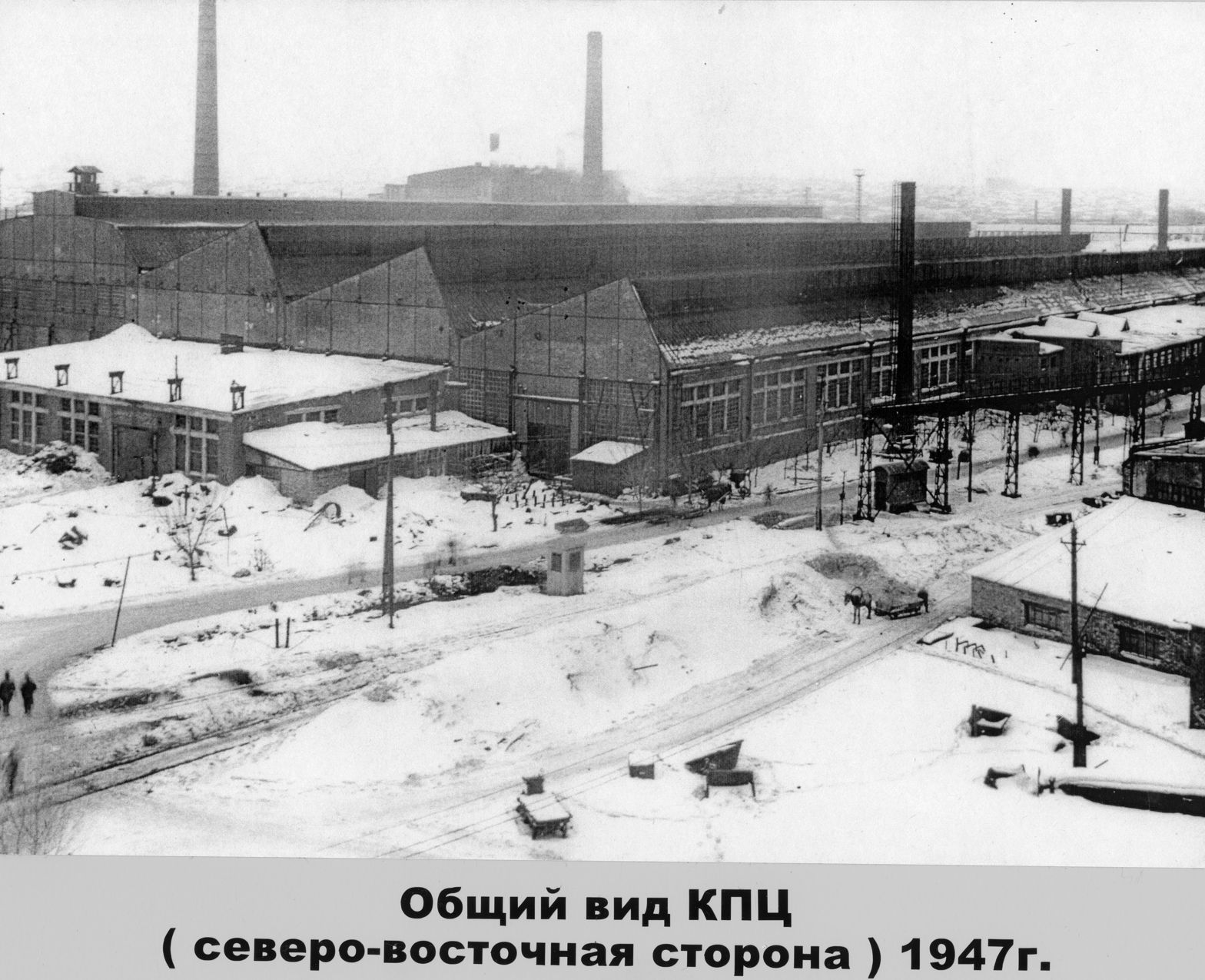
Общий вид КПЦ (северо-восточная сторона). 1947 год

## «Лугансктепловоз» в филателии

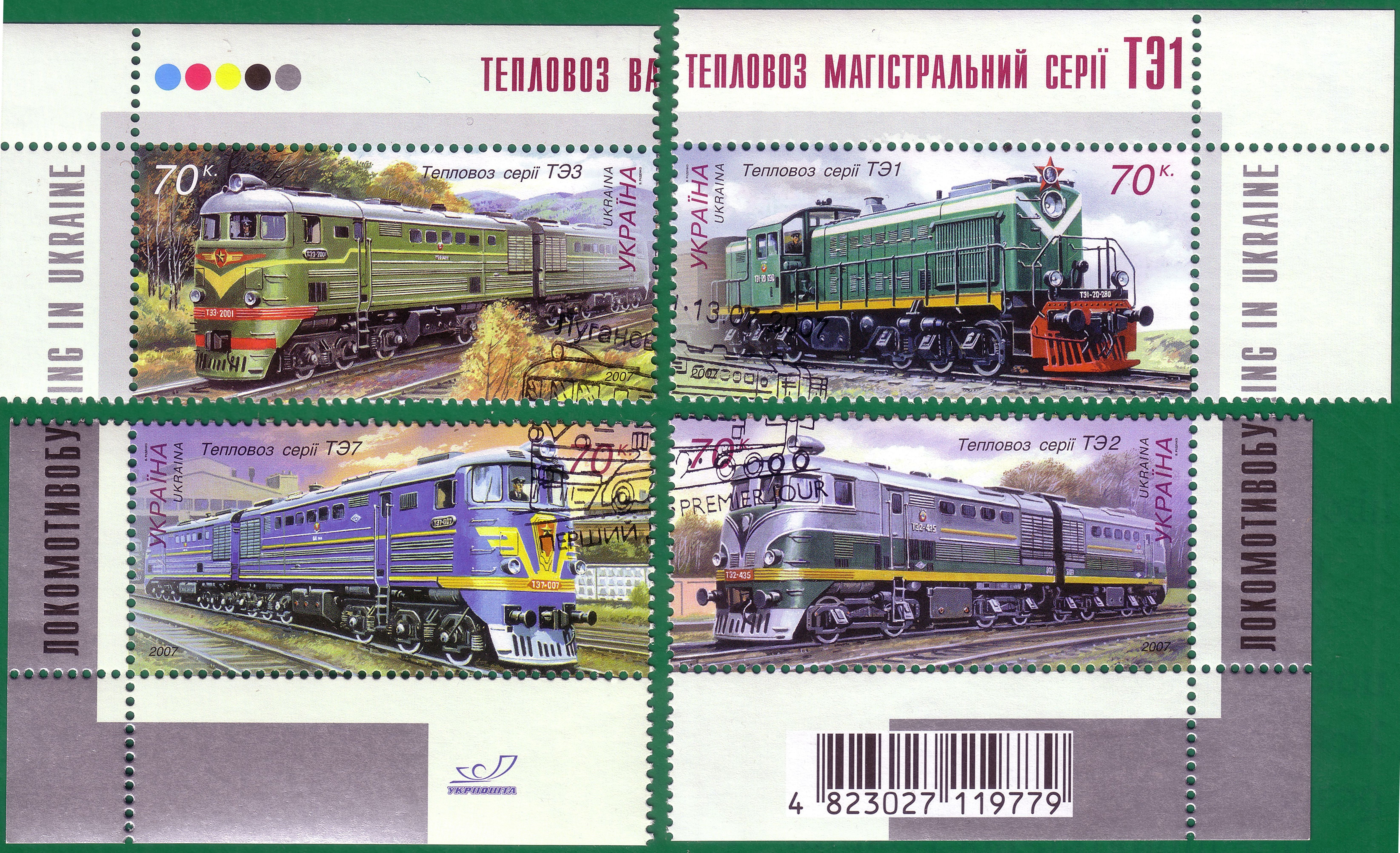
Тепловозы ТЭ на почтовых марках
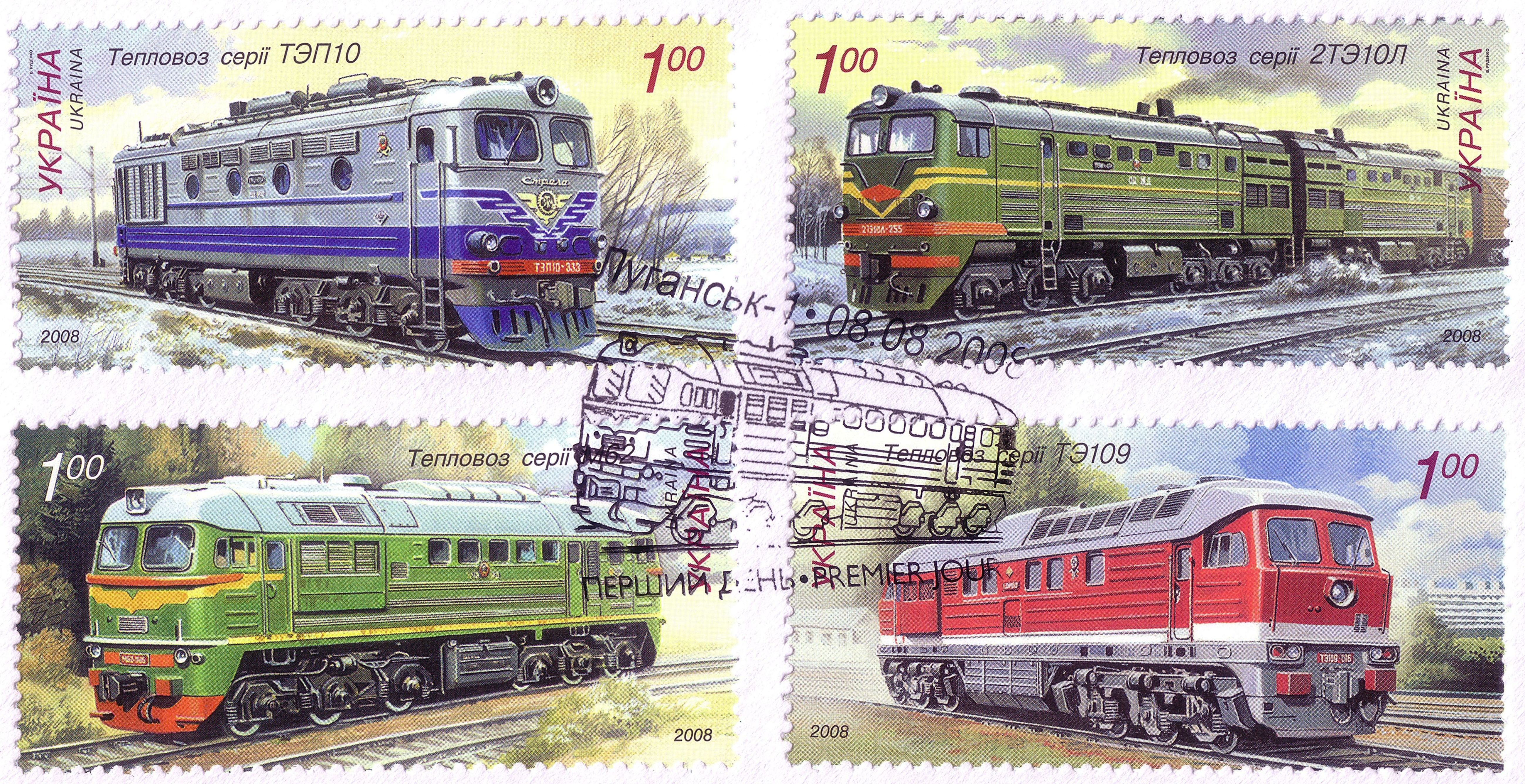
Тепловозы ТЭ, ТЭП и М62
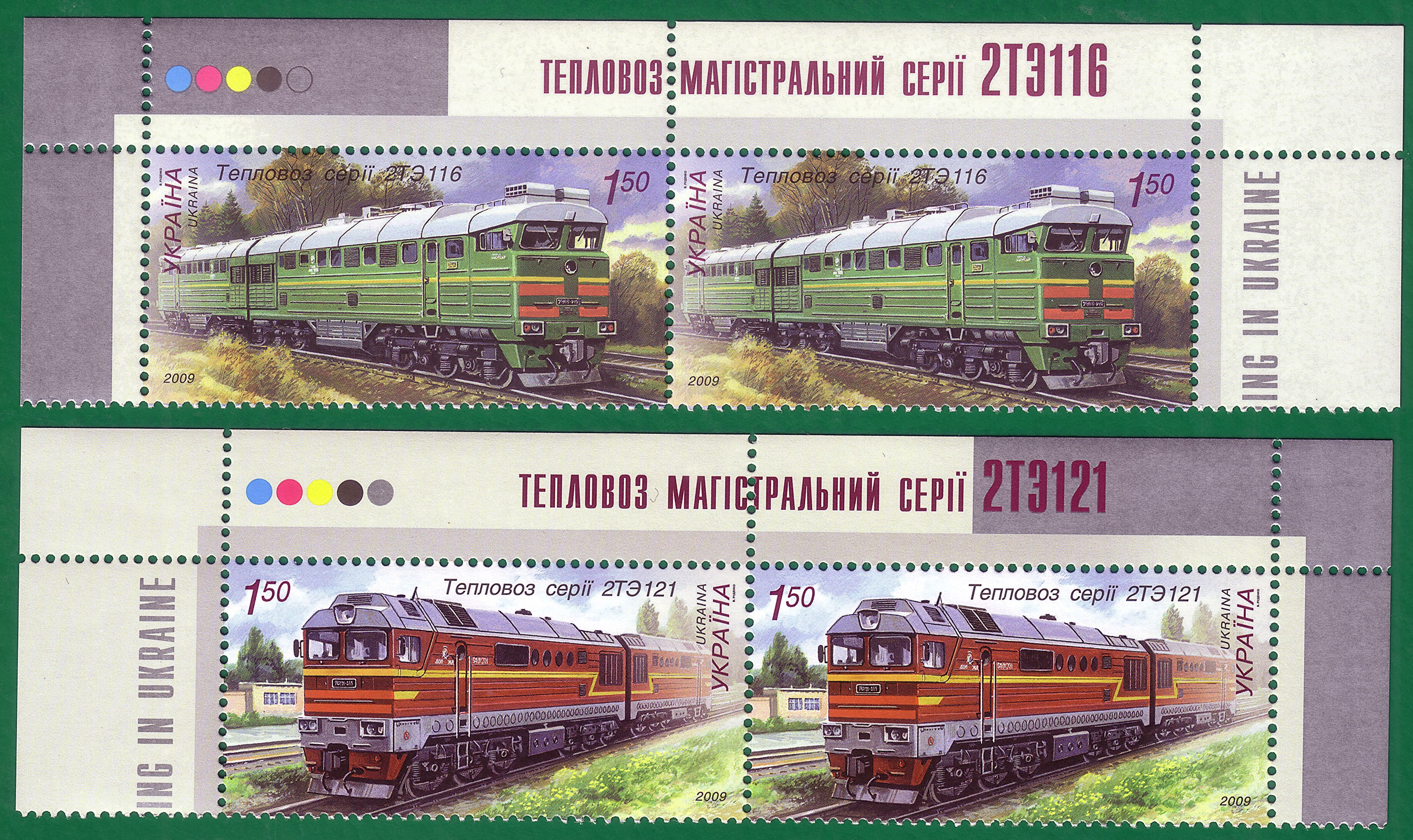
Тепловозы 2ТЭ116 и 2ТЭ121
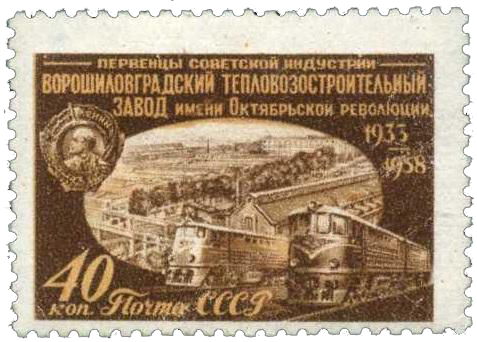
Почтовая марка СССР 1958 года из выпуска «Первенцы советской индустрии». На марке изображена панорама Ворошиловградского тепловозостроительного завода имени Октябрьской революции, открытого в 1933 году и продукция завода. Марка была выпущена, но в почтовое обращение не поступила в связи с переименованием Ворошиловграда в Луганск.